# Kongō-Ikoma-Kisen-Quasi-Nationalpark
Der Kongō-Ikoma-Kisen-Quasi-Nationalpark (japanisch 金剛生駒紀泉国定公園 Kōngō ikoma kiisen kokutei kōen) ist einer von über 50 Quasi-Nationalparks in Japan. Die Präfekturen Osaka und Nara sind für die Verwaltung des Parks zuständig. Der Park wurde am 10. April 1958  gegründet. Mit der IUCN-Kategorie V ist das Parkgebiet als Geschützte Landschaft/Geschütztes Marines Gebiet klassifiziert.